# Edwin L. Marin
Edwin L. Marin (21 de febrero de 1899 – 2 de mayo de 1951) fue un director de cine estadounidense, quien dirigió 58 películas entre 1932 y 1951, trabajando con Randolph Scott, Anna May Wong, John Wayne, Peter Lorre, George Raft, Bela Lugosi, Judy Garland, Eddie Cantor y Hoagy Carmichael, entre muchos otros. 
Marin nació en Jersey City, Nueva Jersey, y murió en Los Ángeles, California . Estaba casado con la actriz Ann Morriss. Tuvieron tres hijos: Denis Anthony, Reese Andrew y Randi Alexandra. 
Estudió en la Universidad de Pensilvania y entró en la industria del cine como asistente de dirección en MGM. Estuvo bajo contrato con MGM por 15 años y RKO por cinco. Cuando murió estaba bajo contrato con Warner Bros.

## Filmografía seleccionada
- El beso de la muerte (1932)
- Estudio en rojo (1933)
- The Sweetheart of Sigma Chi (1933)
- El fiscal vengador (1933)
- Affairs of a Gentleman (1934)
- Paris Interlude (1934)
- Esposados y desposados (1935)
- El crimen del casino (1935)
- Ojos que matan (1936)
- Moonlight Murder (1936)
- All American Chump (1936)
- I'd Give My Life (1936)
- La prueba suprema (1936)
- Sworn Enemy (1936)
- Married Before Breakfast (1937)
- MMan of the People (1937)
- Everybody Sing (1937)
- Hold That Kiss (1938)
- The Chaser (1938)
- Listen, Darling (1938)
- A Christmas Carol (1938)
- La desdeñada (1939)
- El héroe de Tontonia (1939)
- Society Lawyer (1939)
- Invitación peligrosa (1939)
- El mago del aire (1940)
- Florian (1940)
- La dorada ilusión (1940)
- Maisie era una dama (1941)
- París llama (1941)
- Golpe por golpe (1941)
- Quiero ser mujer (1942)
- A Gentleman After Dark (1942)
- El espía invisible (1942)
- Two Tickets to London (1943)
- Tall in the Saddle (1944)
- Su majestad la farsa (1944)
- Capitán Ángel (1945)
- Eso lo decido yo (1946)
- La calle de los conflictos (1946)
- Lady Luck (1946)
- Esclava de un recuerdo (1946)
- Nocturno (1946)
- Cita en Nochebuena (1947)
- Intrigue (1947)
- Race Street (1948)
- El último hombre del valle (1949)
- Hermanos de sangre (1949)
- Canadian Pacific (1949)
- The Cariboo Trail (1950)
- Colt 45 (1950)
- Aurora de redención (1951)
- Raton Pass (1951)
- Fort Worth (1951)